# Горбачове (зупинний пункт)
Горбачо́ве (також 4 км) — пасажирська зупинна залізнична платформа Донецької дирекції Донецької залізниці. Розташована в смт Горбачево-Михайлівка, Пролетарський район Донецька, Донецької області на лінії Ларине — Іловайськ між станціями Менчугове (4 км) та Новий Світ (4 км).
Через військову агресію Росії на сході України транспортне сполучення припинене.